# Preiļis distrikt
Preiļis distrikt (lettisk: Preiļu rajons) er beliggende i regionen Letgallen i det syd-østlige Letland. Udover den centrale administration består Preiļis distrikt af 15 selvstyrende enheder: 2 byer (lettisk: pilsētas, plur.; pilsēta, sing.) samt 13 landkommuner (lettisk: pagasti, plur. pagasts, sing.).

## Selvstyrende enheder underlagt Preiļis distrikt
- Aglona landkommune
- Galēni landkommune
- Jersika landkommune
- Līvāni by
- Pelēči landkommune
- Preiļi by
- Riebiņi landkommune
- Rudzāti landkommune
- Rušona landkommune
- Sauna landkommune
- Silajāņi landkommune
- Sīļukalns landkommune
- Stabulnieki landkommune
- Sutri landkommune
- Vārkava landkommune

56°18′N 26°43′Ø / 56.3°N 26.72°Ø